# Tel Laquix
Tel Laquix (en hebreu, תל לכיש) és un jaciment arqueològic situat prop del municipi de Laquix, a les terres baixes de les muntanyes de Judea, a uns 40 km al sud-est de Jerusalem. Les excavacions al túmul de l'antiga ciutat començaren els anys trenta, tot i que les excavacions més sistemàtiques i exhaustives es dugueren a terme entre els anys 1973 i 1987.
Entre les troballes més importants hi ha:
- Part del palau cananeu, ja que a sobre s'hi construí un palau israelita, del qual també en queden fragments.
- Dos temples cananeus: el temple del fossat, un recinte opulent amb moltes restes d'atuells per al culte, i el temple de l'acròpoli, amb elements arquitectònics egipcis.
- Centenars de fletxes i armes de la batalla de l'exèrcit assiri de Senaquerib contra la ciutat (701 aC).

## Les cartes de Laquix

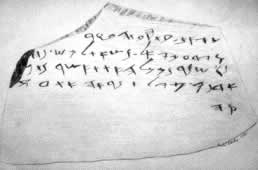
Fragment d'un dels ostraka de les cartes de Laquix

El 1935, es van descobrir les famoses "cartes de Laquix", un seguit d'ostraka de ceràmica, escrits en un alfabet paleohebreu. Són uns textos redactats per un soldat anomenat Hosha'aya i enviats a un comandant de Laquix anomenat Yaush. Les cartes van aclarir molts fets històrics relacionats amb la destrucció de la ciutat per part de Nabucodonosor II, rei de Babilònia, que posteriorment destruiria el primer temple de Jerusalem.
Actualment, es poden veure al Museu Britànic de Londres i al Museu d'Israel de Jerusalem.

## Història
Sota Roboam, va esdevenir la segona ciutat més important del Regne de Judà. En el 701 aC, durant la revolta del rei Ezequies contra Assíria, la ciutat va ser capturada per Sennàquerib, tot i la resistència determinada (vegeu setge de Laquis). La ciutat, més tard, va passar al control de Judea, només per tornar a Nabucodonosor II en la seva campanya contra Judà (586 aC).
En temps de l'Antic Testament, Laquis complia una funció de protecció important en la defensa de Jerusalem i l'interior de Judea. La forma més fàcil d'atacar un exèrcit gran (com l'exèrcit assiri, mireu Isaïes 36:2, Isaïes 37:8 i Jeremies 34:7) Jerusalem era acostar-se a la costa. Laquis era una de les ciutats fortalesa que protegien els passos que condueixen a Jerusalem i Judea major. Per tal d'assetjar Jerusalem, un exèrcit invasor hauria de prendre Laquis, que protegia el pas de muntanya. Durant el regnat d'Ezequies, rei de Judà, els assiris, sota el rei Sennàquerib, va intentar prendre Jerusalem i, en aquesta campanya, van aconseguir prendre Laquis (vegeu 2 Cròniques 32:9 i Isaïes 36:2). Les excavacions modernes del lloc han revelat que els assiris van construir una rampa de pedra i terra fins al nivell de la muralla de la ciutat de Laquis, cosa que permetia als soldats pujar per la rampa i entrar dins la ciutat. Les excavacions van revelar uns 1.500 cranis en una de les coves prop del lloc, i centenars de puntes de fletxa a la rampa i en la part superior de la muralla de la ciutat, cosa que indica la ferocitat de la batalla.
Les referències bíbliques a Laquis inclouen: Josué 10:3, 5, 23, 31-35, Josuè 12:11, Josuè 15:39, 2 Reis 14:19, 2 Reis 18:14, 17, 2 Reis 19:8, 2 Cròniques 11:9, 2 Cròniques 25:27, 2 Cròniques 32:9; Nehemies 11:30, Isaïes 36:2, Isaïes 37:8, Jeremies 34:7; Miquees 1:13.